# Demokracie a transgrese
Demokracie je slovo řeckého původu (démos = lid, kratia = vláda).
Transgrese (angl.: transgression); 1. přejití, překročení, 2. přestupek, přečin, 3. provinění.
Tento článek se termínem transgrese zabývá jako způsobem přelévání ekonomické moci do politiky v demokratické společnosti.

## Ustavení demokratické vlády
V demokratické společnosti je výsledkem voleb ustavení demokratické vlády. Ta je pod kontrolou lidu, a proto bude chránit občany před útlakem, a je založena na konsensu, a proto bude efektivní. V demokracii slouží vláda lidem. Ti jsou svým vládcům povinováni poslušností. Vláda si však poslušnost musí neustále získávat tím, že efektivně usiluje o veřejné dobro. Politická moc stojí proti moci ekonomické. Výhody ekonomického růstu jsou většině lidí odepřeny. Majetní si mohou kupovat na úkor demokracie politický vliv, zatímco méně majetní už nemají žádný důvod věřit, že veřejná politika může sloužit pro jejich dobro.
Ustavení demokratické vlády je výsledkem předvolebního úsilí stran nebo jednotlivců ve snaze o získání hlasu voliče. Úsilí o získání hlasu voliče probíhá politickým zápasem uvnitř formálních struktur - jevištní aréna a vně formálních struktur - zákulisní aréna.

### Jevištní aréna
Politický zápas je boj vedený především v legislativě a vládních úřadech a kolem nich, ale čas od času i ve volebních kampaních. Ministři musí mít od zákonodárců svolení, aby vládli, a peníze, s nimiž to dělají, a v parlamentních systémech závisí na zákonodárcích i náplň jejich práce. Zákonodárci jsou voleni voliči, kteří mají všichni stejnou moc v síle jednoho hlasu na osobu. Ostatní, např. zájmové skupiny, se pokoušejí, jak nejlépe to dovedou, ovlivňovat tento boj ze strany. Takto vedený politický zápas je možno nazvat "jevištní arénou". Na jevištní aréně mají hlavní roli zvolení zástupci a vládní ministři, kdežto ostatní hrají jen podpůrné role. V normálních demokraciích je moc rozhodovat svěřena jevištní aréně a tuto moc regulují a chrání funkční instituce.

### Zákulisní aréna
Kromě toho se politický zápas odehrává i vně formálních struktur a za formální scénou: při lobbování, předváděním ekonomické moci, neformálním tlakem, prostřednictvím "think tanků", pamfletů, traktátů a především v médiích. Technické nástroje, pomocí kterých instituce nebo firma buduje a udržuje vztahy se svým okolím a veřejností, charakterizuje termín "public relations" - vztahy s veřejností (často uváděné pod zkratkou PR /čteno pí ár/). Podoborem "public relations" jsou "media relations" /vztahy s médii/. Na dobrém PR byla založena předvolební kandidatura Emmanuela Macrona, který se stal francouzským prezidentem 15. května 2017. O měsíc později získal Macron v parlamentu absolutní většinu, dva měsíce poté jsou Francouzi rozčarovaní
V oblasti vztahů s médii a veřejností se od běžných metod public relations a media relations liší praktika "spin doktoring", která posunuje běžné metody těchto vztahů za hranice etické přijatelnosti tím, že nedbá na skutečné zájmy veřejnosti a snaží se získat podporu pro určitý názor nebo téma i za cenu lží a překrucování. Takto vedený politický zápas je možno nazvat "zákulisní arénou". V zákulisní aréně se svádí bitva především o ideje, o to, které problémy jsou pro politiku významné, a také o to, co přijde na pořad na jevištní aréně, o autoritu, o postavení vlády a její kontrolu platformy, z níž může vládnout. V zákulisní aréně vládnou "ostatní" /např. organizace mužů a žen, držitelé ekonomické moci nebo intelektuálně naivní lidé/.
S mocí v zákulisní aréně mohou manipulovat ti, kdo kontrolují relevantní zdroje nutné pro to, aby se v ní mohli angažovat. Hlavní slovo zde mají peněžní zájmy, které mohou upravovat politický směr třemi způsoby, kterými jsou:

#### Zvětšování zákulisní arény
Ti, kdo mají peníze, mohou zvětšovat rozsah zákulisní arény. Mohou peníze investovat a vytvářet think tanky, komise, politicky aktivní skupiny, webové stránky, mediální organizace a podobně.

#### Využití vlivu na uspořádání věcí
Díky peněžním zájmům mohou využít svůj vliv na uspořádání věcí tak, aby jim to vyhovovalo, tj. předpojatost. Mohou investovat do uskupení, které sami vytvořili, jako jsou mediální organizace, think tanky nebo vkládat více peněz než konkurence. Mohou přitáhnout spřátelené intelektuály, dát jim prostor a zdroje. Mohou kontrolovat obsah veřejné komunikace, stejně jako formování idejí.

#### Přelévání ekonomické moci do politiky
Vlivem peněz se ekonomická moc přelévá do politiky a veřejnou politiku deformuje, dochází k transgresi. V demokracii mají být kandidáti na úřad zavázáni voličům. Protože každý volič má jeden hlas, existuje politická rovnost, a nikdo z voličů si nemůže kandidáta zavázat více než jiný.
V situaci, kdy se kandidáti stávají závislými nejen na voličích a jejich hlasech, ale také na dárcích a jejich penězích, musí získat nejen voliče, ale také dárce. A protože je pravděpodobné, že dárci budou spíše bohatí než chudí, dostávají bohatí možnost ovlivňovat kandidáty a veřejnou politiku dvakrát, jednou jako voliči, podruhé jako dárci, zatímco nebohatí mají jen jeden vliv, vliv svého hlasu.
Když se v zákulisí systematicky posilují investice, předpojatost a transgrese, je výsledek následující: 1. Začíná se akceptovat politické využití soukromých peněz. 2. Proměna peněz v politický zdroj snižuje hodnotu hlasu a ničí politickou rovnost, která je obsažena v principu jeden člověk - jeden hlas. 3. To podněcuje poptávku po politických investičních příležitostech. Peněžní zájmy vyžadují nákladnou politiku, protože nákladná politika je předmětem transgrese. Většina z těch, kdo investují do politiky soukromé peníze, mají víc, než potřebují, nebo pokud jde o korporativní investory, vydávají peníze jiných lidí. 4. Dříve nebo později dojde ke stavu, kdy už politika na jevištní scéně není schopna převládnout nad vlivem ze zákulisí. Za scénou se začíná rozhodovat o tom, kdo může být v úřadě a co může dělat na politickém jevišti.

## Ustavení vlády pod vlivem zákulisních aktérů
Zákulisní aktéři získají moc nad ideologiemi, idejemi a agendami. Na viditelné scéně dál probíhá aktivní politický život, ale při celkovém shrnutí jevištní a zákulisní politiky už mnoho z demokratické reality nezůstane.